# Black Burn (South Tyne)
Der Black Burn ist ein 10,2 km langer linker Nebenfluss des River South Tyne in Cumbria im Norden von England. 

## Flusslauf
Der Black Burn fließt in den nördlichen Pennines. Er entsteht nördlich des Cross Fell und fließt in nördlicher Richtung bis zu seiner Mündung in den River South Tyne östlich von Leadgate. Ein Teil des Unterlaufes des Black Burn wurde als geomorphologisch bedeutend im Moor House and Cross Fell Site of Special Scientific Interest aufgenommen.